# Cytheropteron nodosalatum
Cytheropteron nodosalatum är en kräftdjursart som beskrevs av John W. Neale och Howe 1973. Cytheropteron nodosalatum ingår i släktet Cytheropteron och familjen Cytheruridae. Inga underarter finns listade i Catalogue of Life.